# Cassandra Complex
Cassandra Complex är en musikgrupp som spelar en slags rockig EBM med rätt mycket förprogrammerade trummor. Det mest kända albumet är Theomania.
Namnet har sitt ursprung i den grekiska mytologin om Kassandra och det som kallas för Kassandras syndrom.

## Diskografi
Album
- Grenade (1986) Rouska
- Feel The Width (1987) Play It Again Sam Records
- Theomania (1988) Play It Again Sam
- Satan, Bugs Bunny, and me ... (1989) Play It Again Sam
- Cyberpunx (1990) Play It Again Sam
- The War against Sleep (1991) Play It Again Sam
- Beyond The Wall Of Sleep (1992) Play It Again Sam
- Sex & Death (1993) Play It Again Sam
- Wetware (2000) Metropolis

Singlar
- Moscow Idaho (1985)
- March (1985)
- Datakill (1986)
- Something Came Over Me (1987)
- 30 Minutes Of Death (1988)
- (In Search Of) Penny Century (1989)
- Finland (1990)
- Nice Work (1990)
- Sex & Death (1993)
- Give Me What I Need (1994)
- Twice As Good (2000)